# 阿羅黑德湖村 (加利福尼亞州)
阿羅黑德湖村是位於美國加利福尼亞州聖貝納迪諾縣的一個人口普查指定地區。

## 地理
該地的座標為34°14′54″N 117°11′21″W / 34.24833°N 117.18917°W，而該地最高點為海拔高度1577米（即5174英尺）。

## 人口
根據2010年美國人口普查的數據，該地的總面積為49.082平方千米，當中陸地面積為45.912平方千米，而水域面積為3.170平方千米。當地共有人口12424人，而人口密度為每平方千米253人。